# كورتني كيسيل
كورتني كيسيل هي لاعبة هوكي الجليد كندية، ولدت في 14 يوليو 1989 في Etobicoke ‏ في كندا.